# フラッシャー (潜水艦)
フラッシャー (USS Flasher, SS-249) は、アメリカ海軍の潜水艦。ガトー級潜水艦の一隻。艦名はマツダイ科マツダイ属のアトランティック・トリプルテールの通称に因む。同名のアメリカ軍艦（USS Flasher）としては初代。なお、退役から20年後にパーミット級原子力潜水艦11番艦として2代目「フラッシャー (SSN-613)」が就役している。

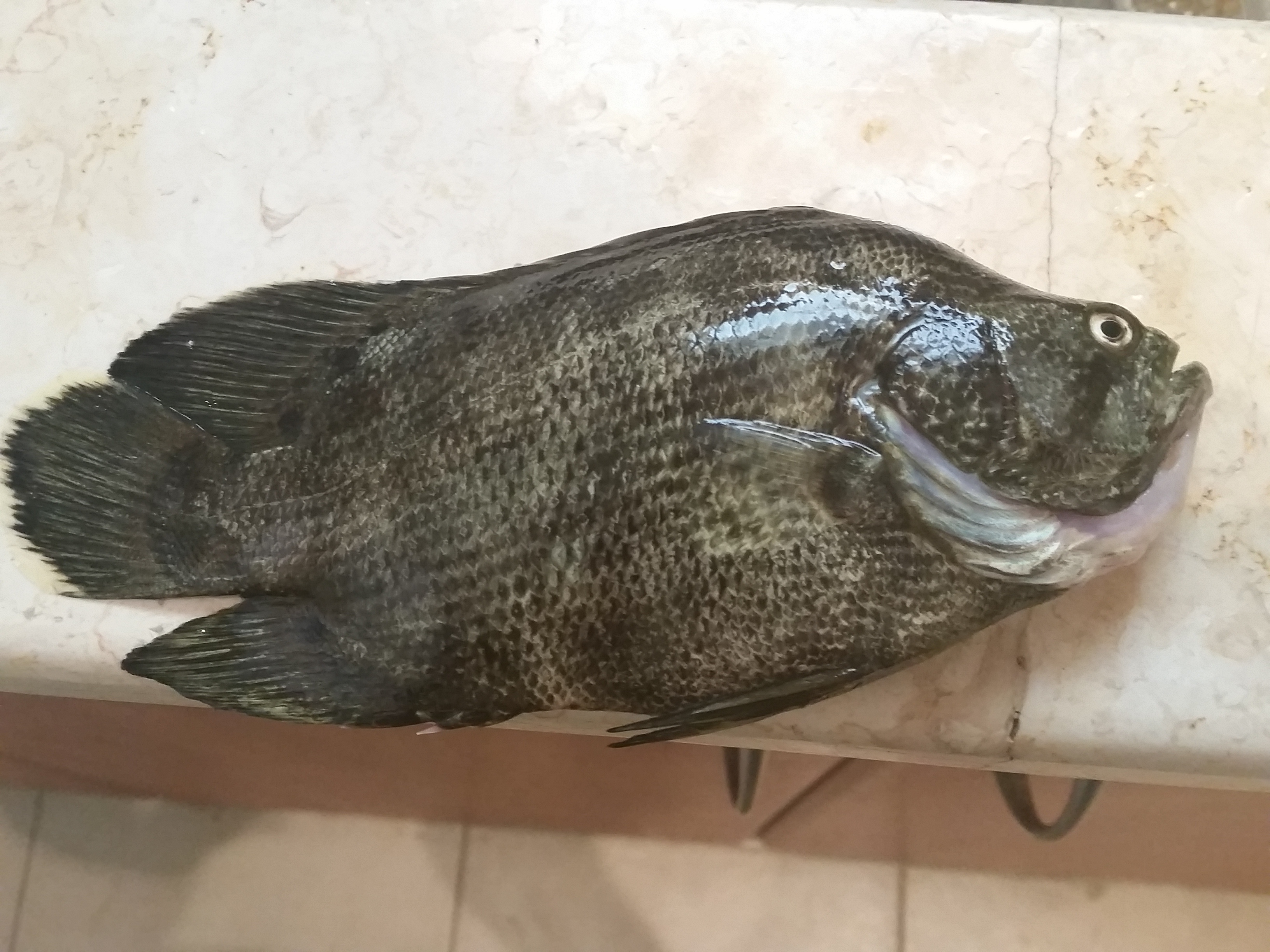
アトランティック・トリプルテール（通称Flasher）

## 艦歴
「フラッシャー」はコネチカット州グロトンのエレクトリック・ボート社で起工する。1943年6月20日にW・A・サンダース夫人によって進水し、艦長ルーベン・T・ホワイティッカー少佐（アナポリス1934年組）の指揮下1943年9月25日に就役する。就役後、コネチカット州ニューロンドンを出港し、12月15日に真珠湾に到着、最初の哨戒の準備を行った。

### 第1、第2の哨戒 1944年1月 - 5月
1944年1月6日、「フラッシャー」は最初の哨戒でマニラ近海方面に向かった。1月18日、北緯24度46分 東経151度30分 / 北緯24.767度 東経151.500度の南鳥島西南西135海里の地点で輸送船と護衛艦を発見し、魚雷を4本発射。魚雷は1本が特設運送船「吉田丸」（日本郵船、2,926トン）の四番船倉に命中し、同船は船尾から沈んでいった。攻撃後は哨区への航海を急いだ。
ルソン島西方の哨区に到着後、しばらくは遠方の目標か小型ボートしか見なかったが、2月5日夕刻にミンドロ島カラビテ岬沖で輸送船団からの煙を発見した。間合いをとっての追跡ののち、22時50分に北緯13度08分 東経120度26分 / 北緯13.133度 東経120.433度の地点にいたったところで魚雷を4本発射。魚雷は陸軍船「大新丸」（辰馬汽船、1,722トン）に2本が命中して轟沈させた。「大新丸」は3隻の小型船とともに航行していたが、「大新丸」を撃沈したフラッシャーは攻撃後に浮上し、4インチ砲による浮上砲戦で1隻の小型船に命中弾を与えた。この小型船は「伊勢丸」といい、後刻座礁して果てたところを同行していた別の小型船によって発見された。
2月14日早朝5時、「フラッシャー」は北緯13度44分 東経120度37分 / 北緯13.733度 東経120.617度のルソン島バタンガス西方50キロの地点でダバオからマニラに向かっていたMO72船団を発見。魚雷を4本発射し、うち1本が陸軍船「民領丸」（辰馬汽船、2,224トン）に命中してこれを撃沈する。護衛の「第百三号哨戒艇」は2隻の掃海特務艇とともに爆雷攻撃を行ったが、「フラッシャー」はその間隙を突いて場所を移動し、およそ2時間半後に3隻の輸送船団、ミリからマニラに向かっていた第3204船団を発見する。北緯13度44分 東経120度30分 / 北緯13.733度 東経120.500度の地点で魚雷を4本発射し、過去には「『グレイリング (USS Grayling, SS-209) 』を踏みつけて沈めた」海軍応急タンカー「北安丸」（大連汽船、3,712トン）に命中して同船を撃沈した。2月29日、53日間の行動を終えてフリーマントルに帰投した。
4月4日、「フラッシャー」は2回目の哨戒で南シナ海およびインドシナ半島方面に向かった。4月15日、ミンダナオ島北西岸を航行中に小型セイルボートを発見し、20ミリ機銃を構えて接近してみると、セイルボートはタウィタウィからミンダナオ島方面へ豆を運んでいた地元の船で、船員は英語が理解できたので害はないと判断され、タバコ5箱を与えて解放した。
4月29日夜、北緯13度02分 東経109度28分 / 北緯13.033度 東経109.467度のインドシナ半島ヴァレラ岬沖でレーダーにより2つの目標を探知する。目標に接近の上魚雷を6本発射し、やがて2つの目標から閃光と爆発があがり、二番目の目標が沈むのを確認した。日付が4月30日に変わってすぐ、最初の目標に対して魚雷を2本発射して止めとした。この攻撃でヴィシー・フランスの輸送船「ソン・ジャン」（Song Giang, 1,065トン）とフランス極東艦隊所属の小型通報艦「タユール」(Tahurr, 664トン)を撃沈し、「ソン・ジャン」撃沈はヴィシー・フランス側の報道で知った。
5月3日には北緯12度54分 東経114度07分 / 北緯12.900度 東経114.117度の大型輸送船を発見し、魚雷を4本発射。特段の変化が見られなかったので、もう2本発射して今度は1本が命中したのを確認。一連の攻撃の末に輸送船「帝仙丸」（元ドイツ船ウルスラ・リクマス/帝国船舶、5,050トン）を撃沈し、攻撃後には浮上してドイツ語の入った浮遊物を回収した。5月6日にもパナイ島西方海上で輸送船と「掃海艇」を発見し、魚雷を3本発射したが命中しなかった。攻撃後改めて確認すると、目標は病院船だった。しかし、「掃海艇」がいたことが気にかかった「フラッシャー」は、延々と追跡の上に5月7日朝にいたって魚雷を2本発射したが命中せず、やがて病院船と「掃海艇」は去っていった。
5月13日にはダーウィンに寄港して補給を行う。5月17日、空母サラトガ (USS Saratoga, CV-3) とイギリス空母イラストリアス (HMS Illustrious, R87) の搭載機がスラバヤを空襲する予定だったので（トランサム作戦）、攻撃を支援する8隻の潜水艦の1隻に「フラッシャー」も選ばれ、セレベス島マカッサルの南方に位置して搭乗員救助と脱出艦船に対する攻撃を命じられた。その5月17日、マカッサル近海で「神川丸級水上機母艦」と護衛艦を発見し、折からのスコールをついての追跡の末、魚雷を6本発射。しかし、魚雷は命中せず爆雷攻撃で追い払われた。5月24日、フラッシャーはアングラー (USS Angler, SS-240) の乗組員が四塩化炭素中毒で次々と倒れたことを知り、クレヴァル (USS Crevalle, SS-291) とともに「アングラー」に合流して救援にあたった。5月28日、54日間の行動を終えてフリーマントルに帰投した。

### 第3、第4の哨戒 1944年6月 - 10月

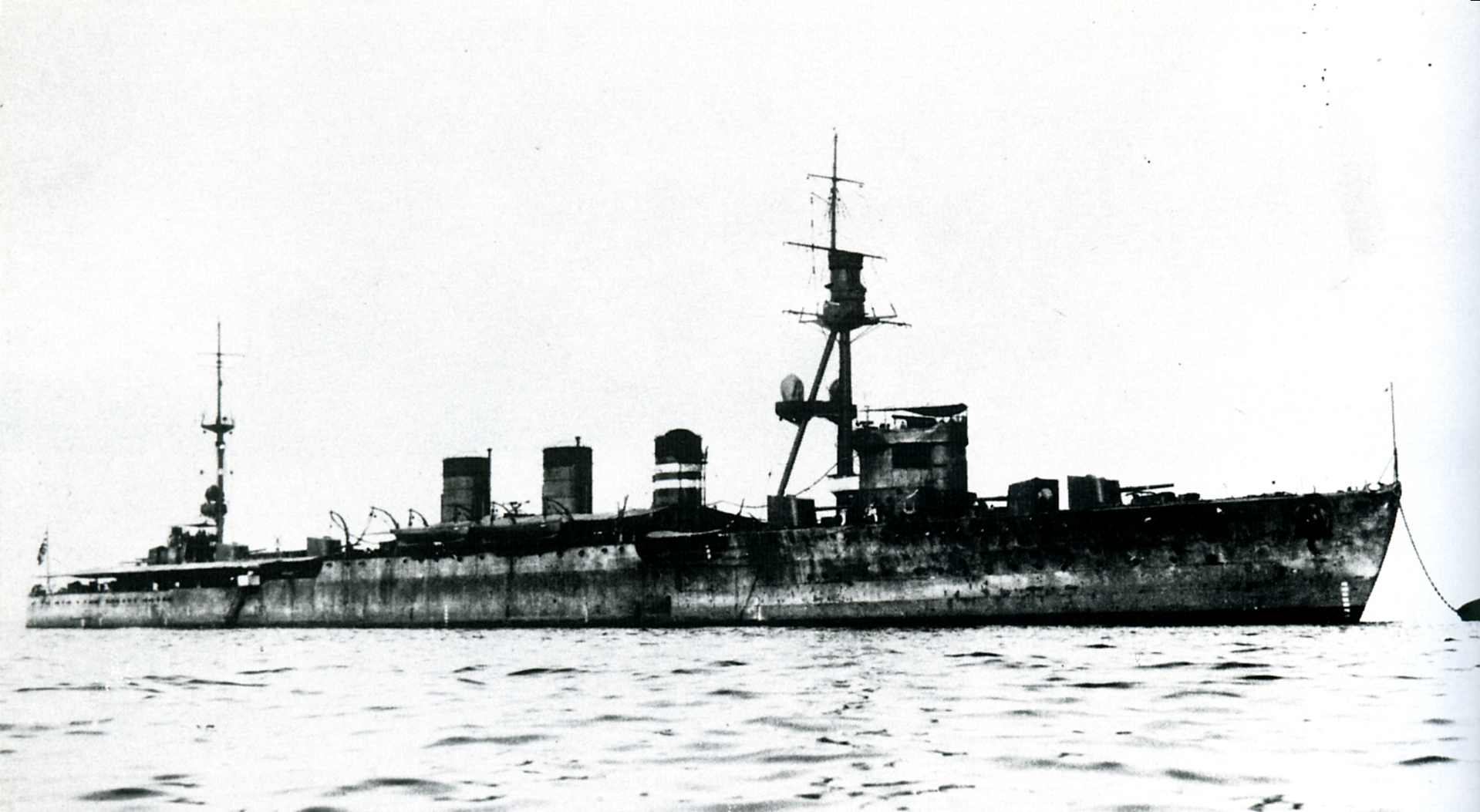
軽巡洋艦「大井」（1923年）

6月19日、「フラッシャー」は3回目の哨戒で「アングラー」「クレヴァル」とウルフパックを構成し南シナ海に向かった。ところが、6月22日に燃料補給のためエクスマウス湾に立ち寄った際に乗組員の一人が急病になり、退艦の上でOS2U キングフィッシャーに乗せられ、医療施設に搬送されていった。
6月28日深夜、「フラッシャー」は北緯00度44分 東経105度32分 / 北緯0.733度 東経105.533度のシンガポール海峡南東130キロの地点で、海防艦などを伴ったミシ03船団を発見した。護衛艦に察知されないよう慎重に近づき、日付が6月29日に変わってから攻撃を開始。まず先頭と二番目の輸送船に対して魚雷を3本発射し、転舵してから三番目の目標に対して艦尾発射管から魚雷を4本発射。魚雷は2本が輸送船「日邦丸」（拿捕船/元スウェーデン船ニンボー、日本郵船委託/6,079トン）に命中し、同船は船首から沈没。水上機母艦「能登呂」にも1本以上が命中して大破した。
7月1日に「アングラー」「クレヴァル」と会合して新たな哨区を確認したあと、ヴァレラ岬近海の哨区に到着する。7月7日夜、「フラッシャー」はレーダーで目標を探知して追跡し、日付が7月8日に変わる前後に北緯13度08分 東経109度28分 / 北緯13.133度 東経109.467度の地点で魚雷を4本発射。魚雷は1本が特設運送船「第二号興東丸」（朝鮮郵船、3,557トン）に命中して撃沈。しばらくしてから激しい爆雷攻撃があったものの、難なく切り抜けた。7月13日朝には輸送船団を発見して接近を試みるが、船団中の輸送船「六甲丸」（東亜海運、3,038トン）に通報され制圧される。
7月18日から19日にかけて荒天に見舞われるが、その最中の7月19日午前、北緯13度12分 東経114度52分 / 北緯13.200度 東経114.867度の地点で目視により「球磨型軽巡洋艦」を発見する。駆逐艦敷波を従えマニラからシンガポールに向かっていた軽巡洋艦「大井」はこの日の早朝、「フラッシャー」と思われる潜水艦を探知し回避運動を行っていたが、燃料を考慮して18ノットの速力でシンガポールに急行していた。「フラッシャー」は最初「大井」の前方に位置していたが、「大井」が依然ジグザグ運動をするので「大井」の前方を横切って、艦尾発射管から攻撃する態勢をとった。12時14分、「フラッシャー」は「大井」に対して魚雷を4本発射した。3本は「大井」をかすめたものの、残る魚雷1本が左舷機関室付近に命中したため、「大井」は後部機械室の火災と前部機械室の蒸気漏れにより航行を停止した。駆逐艦「敷波」が爆雷攻撃を行っている間に、「フラッシャー」は14時30分に2回目の魚雷発射を実施。「大井」の左舷側から魚雷を4本発射したが、3本は偏斜して艦首をかすめさり、残り1本は行方不明となった。「フラッシャー」は一度現場を去って浮上し、「アングラー」と「クレヴァル」にこちらに向かうよう打電した後、3回目の魚雷攻撃を実施すべく深度45mに潜って作業を行いながら大井に三度接近していったが、この間に「大井」は損傷部から艦体を切断し、その部分から急速に沈没していった。「フラッシャー」が「大井」の姿を見ることはもはやなく、救助作業を行っている「敷波」の姿しか見なかった。
7月25日朝、「フラッシャー」は輸送船団、シンガポールから日本に向かっていたヒ68船団からのものと思しき煙を発見し、「アングラー」と「クレヴァル」にその旨を通報して迎撃態勢に移る。午後、「クレヴァル」が2隻の陸軍輸送船、「安芸丸」（日本郵船、11,409トン）と「東山丸」（大阪商船、8,666トン）に対して魚雷を発射したが、両船とも回避した。ヒ68船団は全速力で北上を続けたが、行く手には「アングラー」から通報を受けた「フラッシャー」が立ちふさがり、北緯18度10分 東経117度56分 / 北緯18.167度 東経117.933度の地点で一番目と三番目の輸送船に魚雷を3本ずつ発射したあと、転舵して離脱。魚雷は「安芸丸」「東山丸」に1本ずつ、逓信省TM型タンカー「大鳥山丸」（三井船舶、5,280トン）に2本が命中し、「大鳥山丸」は燃料に引火の末に大爆発を起こして沈没、「安芸丸」および「東山丸」は航行不能の被害を受ける。このあと、「アングラー」が特設運送艦「聖川丸」（川崎汽船、6,862トン）に魚雷を1本命中させて「聖川丸」は高雄に回航され、「クレヴァル」は早朝と午前の二度の攻撃で「安芸丸」と「東山丸」に再び魚雷を命中させ、「安芸丸」は間もなく沈没し、「東山丸」は7月27日早朝に弾薬に引火し、丸一日を経た7月27日午前に爆沈した。魚雷を全て使い果たした「フラッシャー」は「クレヴァル」からの戦果報告を受信したのち、ミンドロ海峡から南下していった。8月7日、49日間の行動を終えてフリーマントルに帰投した。

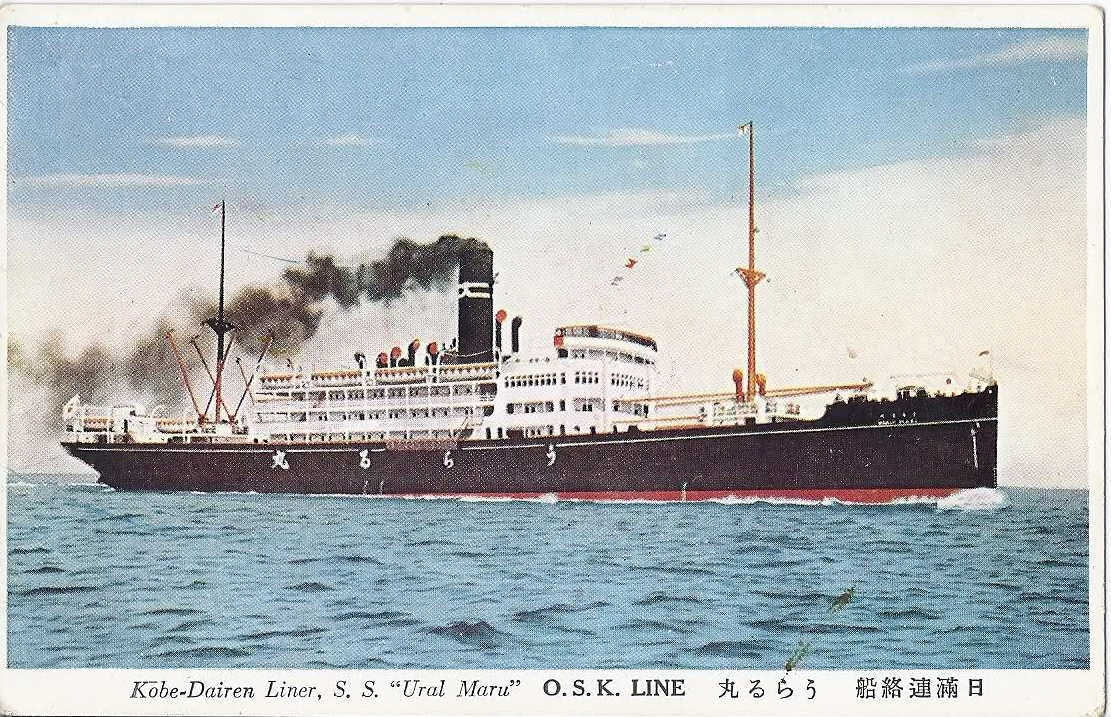
うらる丸（絵葉書）

8月30日、「フラッシャー」は4回目の哨戒でルソン島西岸部に向かった。この哨戒期間中、フィリピン侵攻に先立つ第38任務部隊（マーク・ミッチャー中将）の救助任務も担当していた。9月18日10時48分、北緯14度20分 東経120度05分 / 北緯14.333度 東経120.083度のマニラ西方バターン半島マリベレス西南西30キロの地点で、ヒ75船団から分離してマニラに向かっていた特設巡洋艦「西貢丸」（大阪商船、5,350トン）、水上機母艦「秋津洲」、駆逐艦「卯月」と「夕月」を発見。魚雷を5本発射し、うち2本が「西貢丸」に命中して搭載の機雷の爆発により轟沈した。9月27日朝には北緯15度32分 東経117度16分 / 北緯15.533度 東経117.267度の地点でミマ11船団を発見。魚雷を4本発射し、うち2本が陸軍船「うらる丸」（大阪商船、6,375トン）に命中し、左舷側に倒れて沈没した。9月29日にはボーンフィッシュ (USS Bonefish, SS-223) およびレイポン (USS Lapon, SS-260) と会合して、哨区に再編成が行われる。10月4日朝、「フラッシャー」は北緯15度26分 東経119度49分 / 北緯15.433度 東経119.817度のパラウイ岬の西方5キロ地点でミ19船団を発見し、2隻の輸送船に対して魚雷を3本ずつ発射。魚雷は輸送船「大敏丸」（大阪商船、6,886トン）に1本が命中して撃沈した。10月6日朝にも北緯15度31分 東経119度48分 / 北緯15.517度 東経119.800度の地点で輸送船団に対して魚雷を4本発射したが、命中しなかった。10月20日、51日間の行動を終えてフリーマントルに帰投。艦長がジョージ・W・グライダー中佐（アナポリス1936年組）に代わった。

### 第5、第6の哨戒 1944年11月 - 1945年4月
11月15日、「フラッシャー」は5回目の哨戒でホークビル (USS Hawkbill, SS-366)、ベクーナ (USS Becuna, SS-319) とウルフパックを構成し南シナ海、カムラン湾方面に向かった。12月4日朝、パラワン島北西200海里の地点で「ホークビル」が船団発見を報告し、これに基づいて「フラッシャー」は船団の予想針路上に移動し、折からの大雨の中で攻撃態勢に入った。マニラに燃料を揚陸してシンガポールに引き返す特設運送船（給油）「八紘丸」（日本油槽船、10,022トン）と駆逐艦「岸波」、敷設艇「由利島」、「第17号海防艦」の4隻の船団に対し、「フラッシャー」は北緯13度12分 東経116度39分 / 北緯13.200度 東経116.650度の地点で1,000mの至近距離から魚雷を4本を発射。うち2本が「岸波」に命中し、航行不能に陥り炎上し始めた。「フラッシャー」はUターンして「八紘丸」に対して艦尾発射管から魚雷を4本発射し、2本を命中させて航行不能に陥らせた。「第17号海防艦」は16発の爆雷を投下したが効果はなく、深深度に潜航して爆雷攻撃を避け、魚雷の装てんを行った後、再び潜望鏡深度に浮上した「フラッシャー」は、潜望鏡越しに炎上する「八紘丸」と「3隻目の駆逐艦」を望見した。そして、「由利島」に曳航されていた「岸波」と「八紘丸」への二度目の攻撃を準備する。大雨により視界はほとんど無かったが、魚雷を4本放射状に発射した。そのうち2本が「岸波」に命中し、14時2分に沈没した。もう2本は「八紘丸」の下を通過した。再び反撃が行われ、「フラッシャー」は潜航を余儀なくされた。夕刻、四度目の攻撃で「八紘丸」に対して魚雷を1本だけ発射し、それが止めになって「八紘丸」は沈没した。浮上したとき「フラッシャー」は、破損した駆逐艦の痕跡を見つけることができなかった。その後しばらくは、攻撃に値する敵性船をあまり見なかった。
12月21日の朝、護衛を伴った5隻のタンカーからなるヒ82船団を発見し、追跡を開始する。徐々に護衛の薄い方向に回りこんで攻撃態勢に入り、12月22日早朝になって北緯15度02分 東経109度08分 / 北緯15.033度 東経109.133度の地点で攻撃を開始した。まず5時50分に艦尾発射管から魚雷を4本発射し、うち2本はタンカー「音羽山丸」（三井船舶、9,204トン）の船尾と中央部に命中して炎上、左舷に倒れ船尾から沈没した。直後の5時51分にはタンカー「ありた丸」（石原汽船、10,238トン）の左舷油槽に魚雷が1本命中し、船首から船尾まで火の海と化して6時22分に沈没した。6時30分ごろには、「フラッシャー」は特設運送船（給油）「御室山丸」（三井船舶、9,204トン）に対して魚雷を4本発射し、船尾に魚雷を1本ないし2本命中させて撃沈した。日本側は機雷敷設区域に入り込んだと考えたため、反撃を行わなかった。1945年1月2日、48日間の行動を終えてフリーマントルに帰投した。
1月29日、「フラッシャー」は6回目の哨戒でバッショー (USS Bashaw, SS-241) とともに海南島近海、インドシナ半島、南シナ海方面に向かった。2月13日午後、「バッショー」がレーダーで艦隊のようなものを探知したので、「フラッシャー」もこれにならった。北号作戦で日本本土に向かっていた、航空戦艦「伊勢」と「日向」を中心とする松田千秋少将の完部隊は、この時までにイギリス潜水艦タンタルス (HMS Tantalus, P318) を含む13隻もの潜水艦やB-24の攻撃や偵察をかいくぐって来た完部隊の前に、最後に刺客として現れたのが「フラッシャー」と「バッショー」であった。しかし、「バッショー」は不意を打たれた。16時18分、「日向」が22km先の「バッショー」を探知して主砲で攻撃してきた。一種の威嚇射撃だったが、「日向」の36センチ砲弾は「バッショー」の右舷後方に至近弾として落下し、「バッショー」は潜航して避退した。「フラッシャー」も攻撃の機会を逸し、しばらくして浮上し完部隊追跡に移ったものの完部隊はすでに去った後だった。2月21日夜には北緯20度23分 東経111度31分 / 北緯20.383度 東経111.517度の地点で「バッショー」とともに複数の目標を発見し、150トン級海上トラックを浮上砲戦で撃沈して捕虜を得た。2月25日夜、「バッショー」から「小型輸送船と『千鳥型水雷艇』を発見して攻撃したが、取り逃がした」との情報が入り、やがてレーダーと目視により件の目標を発見する。北緯20度04分 東経111度22分 / 北緯20.067度 東経111.367度の地点にいたったところで魚雷を3本発射し、輸送船「黄浦丸」（拿捕船/元イギリス船領江、上海水先協会/850トン）に全て命中させて撃沈した。2月27日朝にも北緯19度28分 東経111度18分 / 北緯19.467度 東経111.300度の地点で2隻のラガーを発見し、浮上砲戦で破壊した。「フラッシャー」はアメリカ本土でオーバーホールを受けるよう指示され、4月3日に75日間の行動を終えて真珠湾に帰投。数日後にオーバーホールのため西海岸へ向かった。その後はグアムに回航され、7回目の哨戒の準備に入っていたが、その最中に終戦を迎えた。

### 戦後
戦争の終了に伴い、「フラッシャー」はニューロンドンへの帰還を命じられた。帰国後、1946年3月16日に予備役となり、大西洋予備役艦隊入りする。そのまま現役に戻ることがないまま1959年6月1日に除籍され、1963年6月8日にスクラップとして売却された。司令塔がコネチカット州グロトンのノーチラス・パーク入り口に展示されている。
「フラッシャー」は第二次世界大戦の戦功で第3、第4、第5回哨戒での輝かしい功績で3個の殊勲部隊章を受章した。6度の哨戒は全て成功として記録され、6個の従軍星章を受章した。

## 戦果と「幻の駆逐艦『イワナミ』」
ところで、「フラッシャー」は21隻の敵艦を撃沈し総撃沈トン数は100,231トンに上り、第二次世界大戦において10万トンを超える敵艦を撃沈したアメリカ海軍唯一の潜水艦として称賛されているが、それには次のようなカラクリがあった。5回目の哨戒を終えてフリーマントルに帰投後作成された報告書では、「駆逐艦1隻、タンカー4隻を撃沈。計41,700トン」と記されてある。タンカーは10,000トン、「岸波」は1,700トンで計算されている。ところが、戦争終結後にJANACの再調査を経て公認された戦果に変化が起こった。「フラッシャー」の5回目の哨戒で挙げた戦果は「駆逐艦2隻、タンカー4隻を撃沈。計42,868トン」に上方修正されたのである。そして、この増加分は駆逐艦「イワナミ」であり、「フラッシャー」は12月4日の一連の攻撃で、最初の攻撃で岸波を、三度目の攻撃で「イワナミ」を撃沈したということになった。
この「イワナミ」撃沈認定は「フラッシャー」にとって値千金の「戦果」となった。JANAC の再調査を経て認定された総合戦果が上述のように21隻、100,231トンとされて「第二次世界大戦において10万トンを超える敵艦を撃沈したアメリカ海軍唯一の潜水艦」として称賛されたが、それは「イワナミ」の分を入れたからに他ならない。「イワナミ」なる駆逐艦は日本海軍には存在していない。JANAC の記録は日本側の記録を厳格に精査して作成された記録であるにもかかわらず、「フラッシャー」による「イワナミ」の「撃沈」が取り消されることはなかった。全てのアメリカ側記録が「イワナミ」の「撃沈」を認定したり記載しているわけではなく、例えば“The Official Chronology of the U.S. Navy in World War II Chapter VI: 1944” (英語).   HyperWar. 2012年5月6日閲覧。には「イワナミ」の名前は記載されていない。